# Pteleopsis myrtifolia
Pteleopsis myrtifolia är en tvåhjärtbladig växtart som först beskrevs av Laws., och fick sitt nu gällande namn av Adolf Engler och Diels. Pteleopsis myrtifolia ingår i släktet Pteleopsis och familjen Combretaceae. Inga underarter finns listade i Catalogue of Life.